# Unblack metal

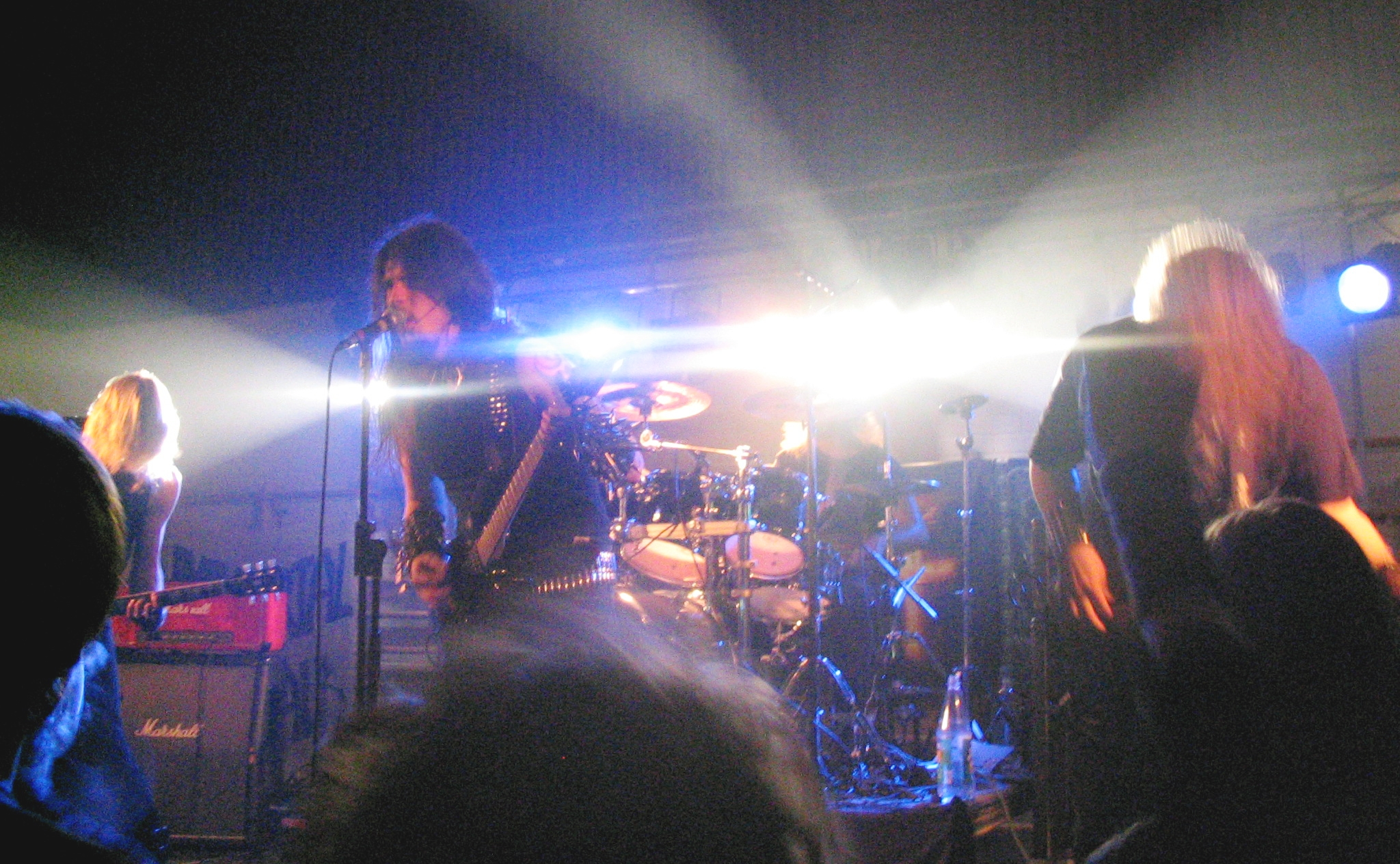
Norská kapela Frosthardr (2005)

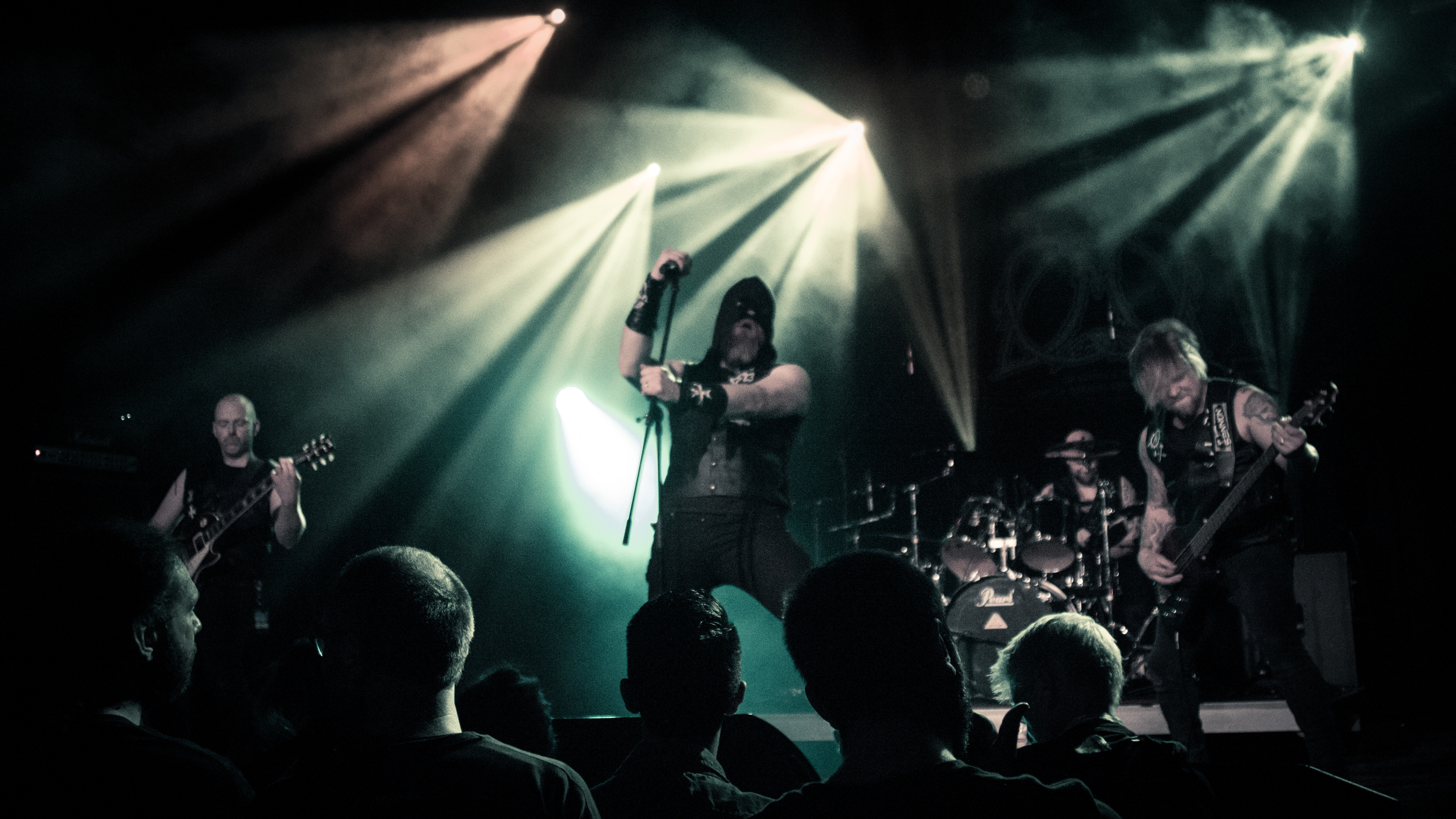
Švédská skupina Crimson Moonlight (2017)

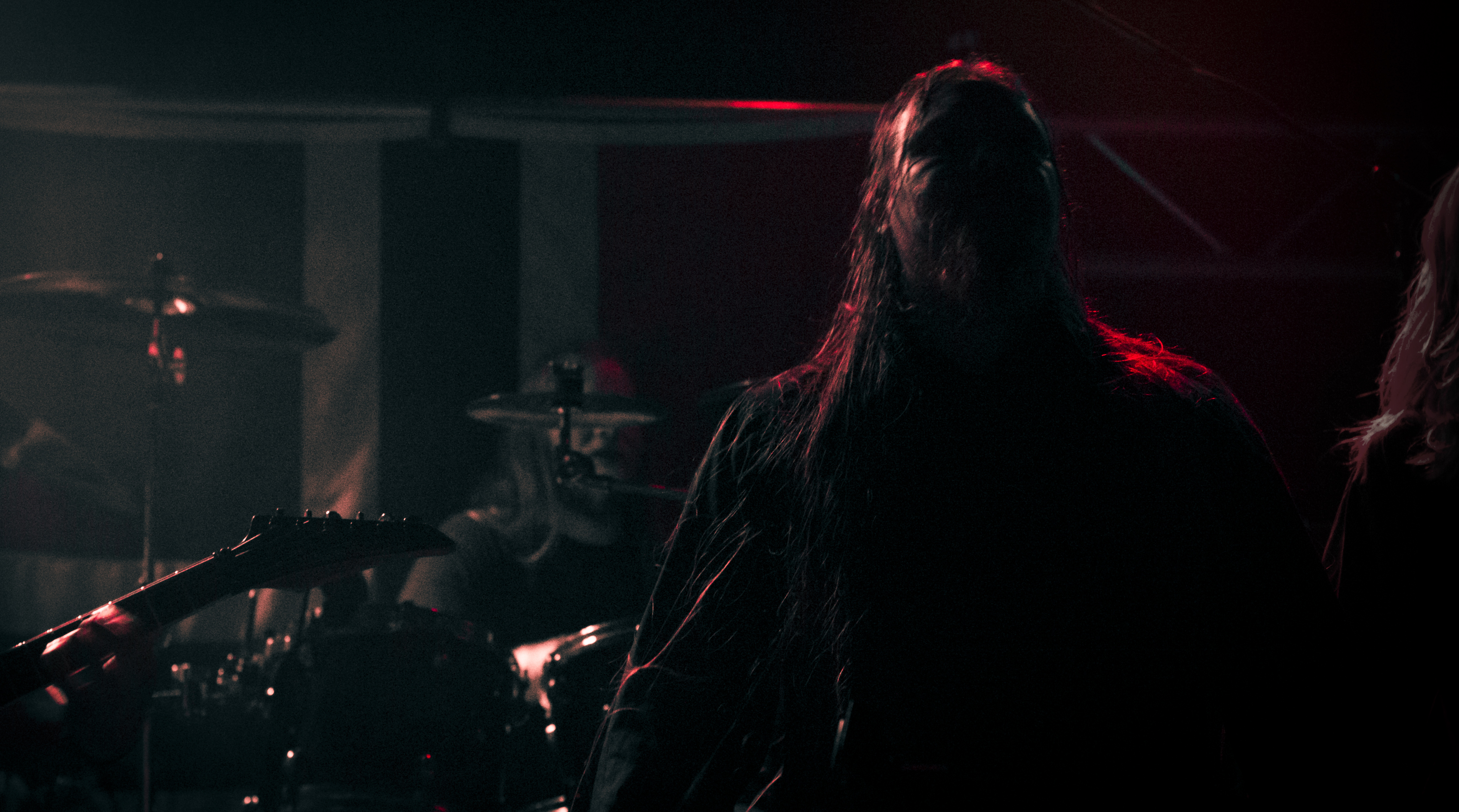
Antestor z Norska na koncertě v roce 2012

Unblack metal (nebo také křesťanský black metal) je podžánr black metalu. Kapely vyznávající unblack metal se buď staví proti satanismu převládajícímu v projevu většiny blackmetalových skupin nebo propagují křesťanství ve své tvorbě.
Stěží se najde větší přímý kontrast jako je mezi individualistickým a misantropickým black metalem často opěvujícím satanismus a křesťanskou ideologií a poselstvím. Unblack metal by se tedy dal charakterizovat jako kontroverzní subžánr uvnitř jiného kontroverzního subžánru (black metalu), neboť kapely především z druhé vlny black metalu byly antikřesťansky zaměřené.
Pojem unblack metal souvisí s albem Hellig Usvart sóloprojektu Horde australského hudebníka Jaysona Sherlocka známého mj. z působení v metalových kapelách Mortification a Paramæcium. Norsky Hellig Usvart znamená v angličtině Holy Unblack. Sherlock používající v minulosti pseudonym Anonymous v jednom interview objasnil, že kdysi četl na zadní straně obalu některého raného alba norské kapely Darkthrone text: Darkthrone play Unholy Black Metal (v překladu Darkthrone hrají bezbožný black metal). Texty Horde byly přesným opakem, tudíž Holy Unblack Metal. Nebylo to zamýšleno jako parodie či zesměšnění black metalu, pouze jako vyjádření určité naděje ve světě temnoty, bezútěšnosti a negativity. Slovní spojení Holy Black Metal není podle něj možné, nakolik black metal dokáže vyjádřit pouze temnotu, což nejde dohromady se zaměřením Horde.

## Unblackmetalové kapely (výběr)
- Antestor[1]
- Aristaeus
- Azbuk
- Crimson Moonlight[1]
- Frost Like Ashes[1]
- Frosthardr[1]
- Golgota
- Horde[1]
- Light Shall Prevail
- Sanctifica[1]
- Slechtvalk[1]
- Sorrowstorm[3]